# Бабінчук Павло Іванович
Павло Іванович Бабінчук — український громадський діяч, волонтер, активіст. Організатор ініціатив для допомоги ЗСУ, внутрішньо переміщених осіб, дітей-сиріт та малозабезпечених родин.

## Біографія
Народився в Очакові, до повномасштабного вторгнення Росії працював на телебаченні, займався підприємницькою діяльністю. З 2022 року присвятив себе волонтерству. 

## Діяльність
- Організував закупівлю та доставку понад 150 автомобілів із Європи для потреб української армії.[1]
- Брав участь у реалізації програми «Пакунок підтримки» — допомога внутрішньо переміщеним особам та людям у скруті.
- Ініціював проєкти з реабілітації дітей-сиріт в Іспанії та Італії.[2]
- Активно займається питаннями тварин, які постраждали внаслідок війни.[3]
- Активно співпрацює з європейськими донорами, українським бізнесом, фондами партнерами залучаючи ресурси для гуманітарних програм.
- Учасник грантових програм по відновленню України

## Нагороди та визнання
- Відзнака ЗСУ «За сприяння війську» (05.02.2024)
- Медаль ЗСУ «За особливу службу (інступеня)» (12.04.2024)
- Медаль «За сприяння охороні державного кордону»
- Хрест пошани Державної прикордонної служби України
- Знак пошани військової частини А0222
- Медаль «За службу Державі» (військові сили спецпризначення)
- Медаль «Честь. Слава. Держава»

## Особисте життя
Одружений, має сина. Раніше потрапив у фокус ЗМІ через весілля, де замість подарунків було організовано благодійний збір.